# Belissa Escobedo
Belissa Escobedo (Los Ángeles, California, 16 de septiembre de 1998) es una actriz estadounidense, reconocida por sus papeles de Izzy en Hocus Pocus 2 (2022), y Milagros Reyes en Blue Beetle (2023).
Los abuelos de Escobedo migraron desde Sinaloa, Zacatecas y Baja California hacia California, lugar donde nacieron sus padres. Belissa es chicana de segunda generación.

## Carrera
El primer papel importante de Escobedo fue en la serie de ABC, The Baker and the Beauty (2020).
En 2021, aparece en dos episodios de American Horror Stories.
Interpreta a Bianca en Sex Appeal de 2022.

## Filmografía

### Cine
| Año  | Título        | Personaje      |
| ---- | ------------- | -------------- |
| 2022 | Sex Appeal    | Bianca         |
| 2022 | Hocus Pocus 2 | Izzy           |
| 2023 | Sid is Dead   | Luna Peralta   |
| 2023 | Blue Beetle   | Milagros Reyes |

### Televisión
| Año  | Título                   | Personaje      | Notas     |
| ---- | ------------------------ | -------------- | --------- |
| 2016 | Meet Me @ The Clinic     | Adolescente    |           |
| 2020 | The Baker and the Beauty | Natalie Garcia | Serie ABC |
| 2020 | Don't Look Deeper        | Cari           |           |
| 2021 | American Horror Stories  | Shanti         |           |
| 2022 | Sex Appeal               | Bianca         |           |